# Przestępstwo nieumyślne
Przestępstwo nieumyślne – przestępstwo dokonane bez zamiaru spowodowania określonych ustawą skutków, popełnione z powodu niezachowania ostrożności pożądanej w danych okolicznościach, mimo że możliwość popełnienia tego czynu przewidywał lub mógł przewidzieć (art. 9 § 2 k.k.).
Wchodzi do grupy przestępstw, w których bierze się pod uwagę rodzaj winy sprawcy.